# A Tammany Boarder
A Tammany Boarder è un cortometraggio muto del 1912 diretto da Étienne Arnaud.

## Produzione
Il film fu prodotto dalla Eclair American

## Distribuzione
Distribuito dalla Universal Film Manufacturing Company, il film uscì nelle sale cinematografiche USA il 2 gennaio 1913.